# La Patrouille perdue (film)
Pour les articles homonymes, voir La Patrouille perdue.
Pour plus de détails, voir Fiche technique et Distribution.
La Patrouille perdue (The Lost Patrol) est un film américain réalisé par John Ford, sorti en février 1934 aux États-Unis.

## Synopsis
1917, dans le désert de Mésopotamie. L'officier qui commande une patrouille britannique est abattu par un tireur ennemi. Le sergent prend le commandement. Il décide de poursuivre vers le Nord, en espérant rejoindre la brigade. La patrouille finit par rallier une oasis. Les hommes décident d'y établir un campement pour la nuit. Mais l'ennemi est présent, insaisissable et invisible. Au petit matin, les chevaux ont disparu, et les hommes de garde sont retrouvés morts.

## Fiche technique
- Titre original : The Lost Patrol
- Réalisation : John Ford
- Scénario : Dudley Nichols, Garrett Fort d'après le roman Patrol de Philip MacDonald
- Directeur de la photographie : Harold Wenstrom
- Directeur artistique : Van Nest Polglase, Sidney Ullman
- Musique : Max Steiner
- Son : Clem Portman, P.J. Faulkner
- Montage : Paul Weatherwax
- Production : John Ford, RKO Radio Pictures.
- Producteur exécutif : Merian C. Cooper
- Producteur associé : Cliff Reid
- Pays : américain
- Langue : anglais
- Genre : Film d'aventure
- Format : Noir et blanc - 35 mm - 1,37:1 - Son : Mono (RCA Victor System)
- Durée : 73 minutes (durée originale) -  65 minutes
- Dates de sortie :
  - États-Unis : 16 février 1934
  - France : 26 juin 1935

## Distribution
- Victor McLaglen : Le sergent
- Boris Karloff : Sanders
- Wallace Ford : Morelli
- Reginald Denny : George Brown
- J.M. Kerrigan : Quincannon
- Billy Bevan : Herbert Hale VF Noel Roquevert
- Alan Hale : Matlow Cook
- Brandon Hurst : Le capitaine Bell
- Douglas Walton : Pearson
- Sammy Stein : Abelson
- Howard Wilson : l'aviateur
- Paul Hanson : Jock Mackay
- Neville Clarke : le lieutenant Hawkins
- Abdullah Abbas : le dernier arabe
- Frank Baker : Colonel de la patrouille de sauvetage / arabe tué par le sergent
- Francis Ford : un arabe

## Autour du film
- Le film a été nommé aux Oscars en 1935 dans la catégorie « meilleure musique de film », année de la création de la catégorie.
- Le tournage s'est déroulé du 31 août au 22 septembre dans les Dunes Algodones (Comté d'Imperial), et dans le désert de Yuma, en Arizona.
- Budget : 227 703 dollars
- Recettes : 750 000 dollars
- Ce film est un remake du film homonyme The Lost Patrol réalisé en 1929 par Walter Summers avec Cyril McLaglen, le frère de Victor McLaglen.
- Premier grand rôle dramatique de Victor McLaglen.
- À propos du film Ford déclare : « C'était une étude de caractère. On devait connaître l'histoire de chacun de ces hommes. »